# Ari-Pekka Liukkonen
Ari-Pekka Liukkonen (Pieksämäki, 9 februari 1989) is een Fins zwemmer die is gespecialiseerd in de vrije slag. Hij nam tweemaal deel aan de Olympische Zomerspelen. 

## Biografie
In 2012 nam Liukkonen deel aan de Olympische Spelen waar hij als 25e eindigde op de 50m vrije slag. Op de Europese kampioenschappen kortebaanzwemmen 2012 behaalde Liukkonen samen met Hanna-Maria Seppälä, Laura Kurki en Andrei Tuomola de bronzen medaille op de 4x50 meter vrije slag voor gemengde landenteams.
In 2014 zwom Liukkonen naar de bronzen medaille op de 50m vrije slag op de Europese kampioenschappen zwemmen 2014, achter Europees kampioen Florent Manaudou en de Pool Konrad Czerniak. In 2016 kon Liukkonen zich opnieuw kwalificeren voor de  Olympische Spelen. In Rio de Janeiro eindigde hij 23e op de 50 meter vrije slag en 42e op de 100 meter vrije slag. 

## Internationale toernooien
| Jaar | Olympische Spelen                      | WK langebaan                                                         | WK kortebaan | EK langebaan | EK kortebaan |
| ---- | -------------------------------------- | -------------------------------------------------------------------- | --- | --- | --- |
| 2009 |                                        | geen deelname                                                        | | | 19e 100m vrije slag 25e 50m vrije slag 33e 50m schoolslag 38e 100m wisselslag 49e 50m vlinderslag 7e 4x50m vrije slag 14e 4x50m wisselslag                                                |
| 2010 |                                        |                                                                      | geen deelname | 12e 50m vrije slag 50e 100m vrije slag 47e 50m schoolslag 59e 100m schoolslag 51e 50m vlinderslag 12e 4x100m vrije slag | 6e 50m vrije slag 8e 100m vrije slag 45e 200m vrije slag 25e 50m schoolslag |
| 2011 |                                        | 27e 50m vrije slag                                                   | | | 9e 50m vrije slag 13e 100m vrije slag 35e 50m schoolslag 30e 100m wisselslag |
| 2012 | 25e 50m vrije slag                     |                                                                      | 14e 50m vrije slag 47e 100m vrije slag                                                                                                  | 4e 50m vrije slag 33e 100m vrije slag 43e 50m rugslag 34e 50m schoolslag 28e 50m vlinderslag                            | 14e 50m vrije slag · 45e 100m vrije slag · 36e 50m schoolslag · 44e 50m vlinderslag · 4e 4x50m vrije slag · 4e 4x50m wisselslag · 4x50m vrije slag gemengd · 10e 4x50m wisselslag gemengd |
| 2013 |                                        | 19e 50m vrije slag                                                   | | | 7e 50m vrije slag 36e 100m vrije slag 37e 50m schoolslag 54e 50m vlinderslag 7e 4x50m vrije slag DSQ 4x50m wisselslag 7e 4x50m vrije slag gemengd 13e 4x50 wisselslag gemengd             |
| 2014 |                                        |                                                                      | 19e 50m vrije slag 27e 50m schoolslag 44e 100m schoolslag                                                                               | 50m vrije slag · 38e 100m vrije slag · 30e 50m schoolslag · 50e 100m schoolslag · 54e 50m vlinderslag                   | |
| 2015 |                                        | 22e 50m vrije slag 48e 100m vrije slag 11e 4x100m wisselslag gemengd | | | 6e 50m vrije slag 33e 100m vrije slag 19e 50m schoolslag 5e 4x50m vrije slag 9e 4x50m wisselslag 5e 4x50m vrije slag gemengd 6e 4x50m wisselslag gemengd                                  |
| 2016 | 23e 50m vrije slag 42e 100m vrije slag |                                                                      | 5e 50m vrije slag 35e 50m schoolslag 38e 100m schoolslag 10e 4x100m vrije slag DSQ 4x50m vrije slag gemengd 10e 4x50 wisselslag gemengd | 5e 50m vrije slag 39e 100m vrije slag                                                                                   | |
| 2017 |                                        | 6e 50m vrije slag 40e 100m vrije slag 21e 50m schoolslag             | | | 11e 50m vrije slag 62e 100m vrije slag 27e 50m schoolslag 9e 4x50m vrije slag 8e 4x50m wisselslag 6e 4x50m vrije slag gemengd 7e 4x50m wisselslag gemengd                                 |
| 2018 |                                        |                                                                      | 11-16 december | 7e 50m vrije slag 73e 100m vrije slag 40e 50m schoolslag 53e 100m schoolslag 45e 50m vlinderslag                        | |

## Persoonlijke records
Bijgewerkt tot en met 17 augustus 2018
Kortebaan
| Afstand         | Tijd  | Datum           | Plaats   |
| --------------- | ----- | --------------- | -------- |
| 50m vrije slag  | 21,22 | 15 oktober 2017 | Espoo    |
| 100m vrije slag | 47,56 | 6 juli 2012     | Helsinki |

Langebaan
| Afstand         | Tijd  | Datum         | Plaats   |
| --------------- | ----- | ------------- | -------- |
| 50m vrije slag  | 21,58 | 6 juli 2017   | Tampere  |
| 100m vrije slag | 49,44 | 24 maart 2016 | Helsinki |